# Microgramma squamulosa
Microgramma squamulosa är en stensöteväxtart som först beskrevs av Georg Friedrich Kaulfuss, och fick sitt nu gällande namn av Sota. Microgramma squamulosa ingår i släktet Microgramma och familjen Polypodiaceae. Inga underarter finns listade.